# Absu

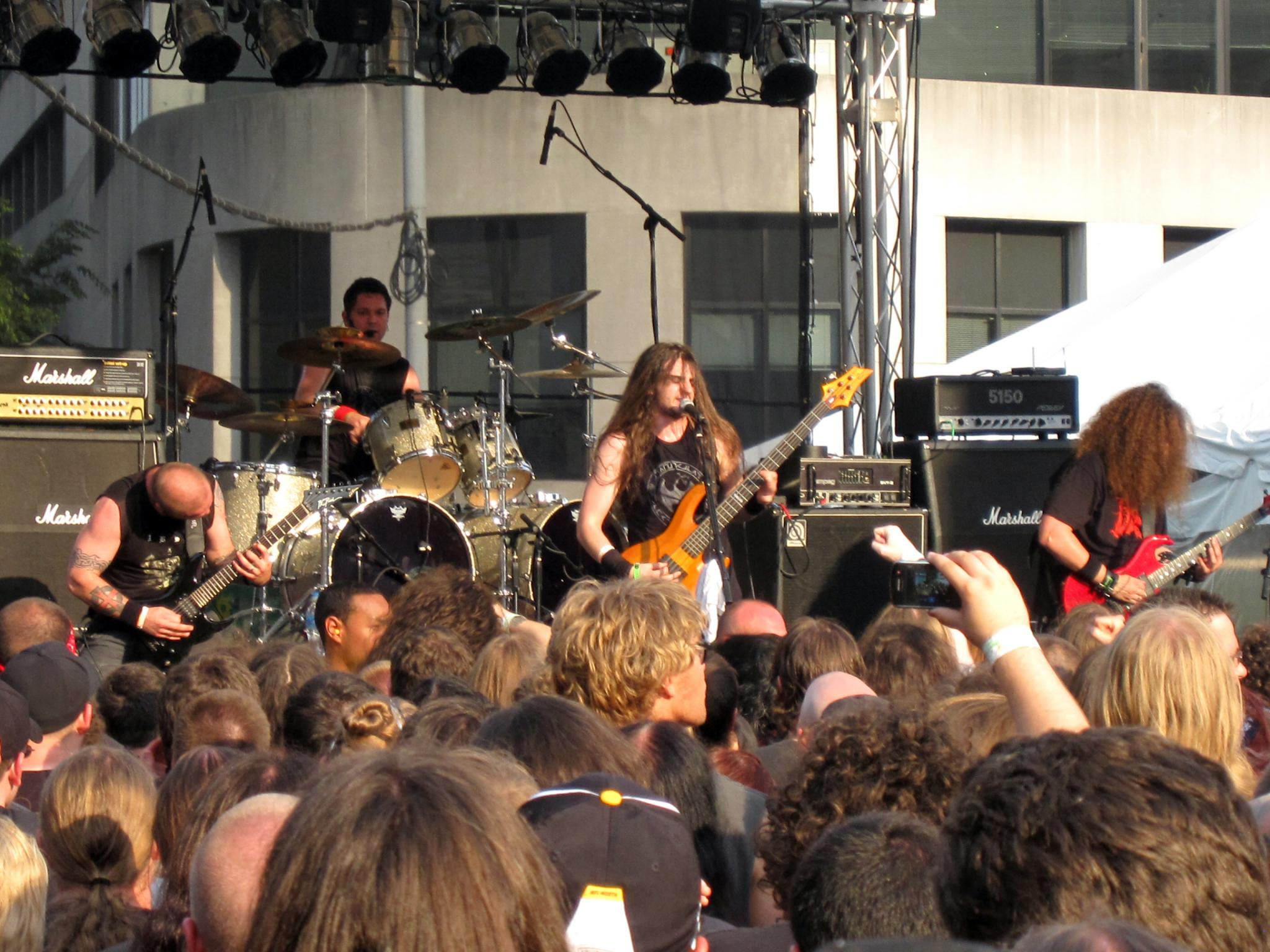
Liveoptreden van Absu.

Absu was een black-, thrash- en deathmetalband ("Mythological Occult Metal") uit Plano (Texas). De teksten gaan meestal over Keltische mythes en legendes, en Mesopotamische/Sumerische mythologie.
Op 27 januari 2020 kondigde Absu aan na drie decennia uit elkaar te gaan.

## Discografie

### Albums
- 1993 - Barathrum: Visita Interiora Terrae Rectificando Invenies Occultul Lapidem (V.I.T.R.I.O.L.)
- 1995 - The Sun of Tiphareth
- 1997 - The Third Storm of Cythraul
- 1998 - In The Eyes of Ioldánach - (EP)
- 2001 - Tara
- 2005 - Mythological Occult Metal: 1991-2001 - (2 cd/2 lp) (compilatie)
- 2009 - Absu
- 2011 - Abzu

### Diverse
Demo's:
- 1991 - Immortal Sorcery - (Demo)
- 1992 - The Temples of Offal - (Demo)
- 1995 - ...And Shineth Unto the Cold Cometh... - (7")

Video's:
- 2000 - In The Visions Of Ioldánach - (Video)

Singles:
- 1994 - Never Blow Out the Eastern Candle - opgenomen op 'World Domination' compilatie
- 1997 - Akhera Goiti - Akhera Beiti (One Black Opalith For Tomorrow) - opgenomen op ...And Shineth Unto the Cold Cometh... (7")
- 1997 - The Gold Torques Of Ulaid - opgenomen op de (Gummo) soundtrack

Covers:
- 1998 - Transylvania (A Call To Irons - A Tribute To Iron Maiden)
- 1999 - Swing of the Axe (Seven Gates Of Horror - A Tribute To Possessed)
- 2001 - Deathcrush featuring Silvester Anfang (Originators Of Northern Darkness - A Tribute To Mayhem)

## Leden
- Proscriptor McGovern (Russ Givens) - drummer, toetsenist, vocalist (sinds 1992)
- Ezezu (Paul Williamson) - basgitaar, vocals (sinds 2008)
- Vastator Terrarum - gitaar, analoge synthesizers & backing vocals (sinds mei 2007)
- Aethyris MacKay - gitaar, bass, analoge synthesizers & backing vocals (sinds mei 2007)

Vroegere leden:
- Shaftiel (Lord of All Shadows) - gitarist, vocalist (1991 - 2003)
- Lord Equitant Alastor Ifernain - gitarist, basgitarist (1991 - 2001)
- Mezzadurus - basgitarist, vocalist (enkel live) (1995 - 1998)
- Kashshapxu - gitarist (2001 - 2003)
- David Athron Mystica drummer - (1992 - 1993)
- Black Massith - toetsenist (1992 - 1993)
- Lynette - vrouwelijke stemmen (1993 - 1995)